# Cryptocala
Cryptocala là một chi bướm đêm thuộc họ Noctuidae.

## Các loài
- Cryptocala acadiensis (Bethune, 1870)
- Cryptocala chardinyi (Boisduval, 1829)